# Landon Liboiron
Landon Ryan Liboiron est un acteur canadien né le 5 janvier 1992. Il est connu pour ses rôles de Declan dans la série Degrassi, Josh dans Terra Nova et Peter Rumancek dans la série Hemlock Grove.

## Biographie
Landon Liboiron est originaire de la ville de Jenner, en Alberta. Sa mère, une artiste, l'a conduit à Vancouver afin qu'il assiste à des classes de théâtre et participe à des auditions. Il a deux frères, plus âgés que lui.

## Filmographie

### Cinéma
- 2007 : Moondance Alexander de Michael Damian : Freddie
- 2008 : La Bataille de Passchendaele (Passchendaele) de Paul Gross : un jeune soldat allemand
- 2010 : Altitude de Kaare Andrews : Bruce Parker
- 2010 : Daydream Nation de Michael Goldbach : Paul
- 2011 : Full Moon Renaissance (Howling: Reborn) de Joe Nimziki : Will Kidman
- 2012 : Girl Attitude: mode d'emploi (Girl in Progress) de Patricia Riggen : Trevor
- 2015 : Burning Bodhi de Matthew McDuffie : Dylan
- 2018 : Action ou Vérité (Truth or Dare) de Jeff Wadlow : Sam

### Télévision
| Année     | Titre                             | Rôle              | Commentaire                                         |
| --------- | --------------------------------- | ----------------- | --------------------------------------------------- |
| 2016      | Frontier                          | Michael Smyth     | série discovery channel                             |
| 2013-2015 | Hemlock Grove                     | Peter Rumancek    | Série télévisée                                     |
| 2011      | L'Heure de la peur                | Josh              | Série télévisée, dans l'épisode The Perfect Brother |
| 2011      | Terra Nova                        | Josh Shannon      | Série télévisée                                     |
| 2010-2011 | Life Unexpected                   | Sam Bradshaw      | Série télévisée                                     |
| 2009-2010 | Degrassi : La Nouvelle Génération | Declan Coyne (en) | Série télévisée                                     |
| 2009      | Wild Roses (en)                   | Jude              | Série télévisée                                     |
| 2008      | Flashpoint                        | Simon Strachan    | Série télévisée, dans l'épisode Frères de sang      |
| 2007      | Intime danger                     | Sam               | Film                                                |